# Apechthis bazani
Apechthis bazani är en stekelart som först beskrevs av Blanchard 1936.  Apechthis bazani ingår i släktet Apechthis och familjen brokparasitsteklar. Inga underarter finns listade i Catalogue of Life.